# Tourriers
Tourriers – miejscowość i gmina we Francji, w regionie Nowa Akwitania, w departamencie Charente.
Według danych na rok 1990 gminę zamieszkiwało 579 osób, a gęstość zaludnienia wynosiła 86 osób/km² (wśród 1467 gmin regionu Poitou-Charentes, Tourriers plasuje się na 503. miejscu pod względem liczby ludności, natomiast pod względem powierzchni na miejscu 1000.).